# Championnat du Bénin de football 2017
Navigation
Édition précédente Édition suivante
La saison 2017 du Championnat du Bénin de football est la trente-huitième édition de la Ligue 1, le championnat national de première division au Bénin. Les clubs engagés sont répartis en deux groupes géographiques, qui voient les trois premiers se qualifier pour la poule finale. Les trois derniers de chaque groupe sont quant à eux relégués en deuxième division.
C'est le club des Buffles du Borgou qui est sacré à l'issue de la saison, après avoir terminé en tête du classement, avec quatre points d'avance sur Energie Sport FC et sept sur la JA Cotonou. Il s'agit du quatrième titre de champion du Bénin de l'histoire du club.

## Participants
- AS Dragons de l'Ouémé
- Mogas 90 FC
- Ayéma FC
- Panthères de Djougou
- AS Oussou Saka
- Requins de l'Atlantique FC
- AS Police
- Energie Sport FC
- JA Cotonou
- ASPA Cotonou
- Tonnerre de Bohicon
- Buffles du Borgou
- USS Kraké
- ESAE FC
- Béké FC
- Dynamo FC d'Abomey
- Jeunesse Sportive d'Agonlin
- Avrankou Omnisport
- Soleil Football Club
- Mambas Noirs FC

## Compétition

### Première phase
Le classement est établi sur le barème de points suivant : victoire à 3 points, match nul à 1, défaite à 0.
| Rang | Équipe                      | Pts | J  | G | N | P  | Bp | Bc | Diff |
| ---- | --------------------------- | --- | -- | - | - | -- | -- | -- | ---- |
| 1    | Buffles du Borgou           | 32  | 16 | 9 | 5 | 2  | 18 | 7  | +11  |
| 2    | Energie Sport FC            | 30  | 16 | 8 | 6 | 2  | 19 | 10 | +9   |
| 3    | ASPA Cotonou                | 28  | 16 | 8 | 4 | 4  | 21 | 10 | +11  |
| 4    | Béké FC                     | 28  | 16 | 7 | 7 | 2  | 18 | 10 | +8   |
| 5    | AS Police                   | 20  | 16 | 5 | 5 | 6  | 17 | 18 | -1   |
| 6    | Panthères de Djougou        | 20  | 16 | 6 | 2 | 8  | 22 | 26 | -4   |
| 7    | Dynamo FC d'Abomey          | 15  | 16 | 4 | 3 | 9  | 9  | 19 | -10  |
| 8    | Tonnerre de Bohicon         | 12  | 16 | 2 | 6 | 8  | 15 | 21 | -6   |
| 9    | Jeunesse sportive d'Agonlin | 10  | 16 | 2 | 4 | 10 | 11 | 29 | -18  |
| 10   | Mogas 90 FC forfait         |     |    |   |   |    |    |    |      |

| Rang | Équipe                     | Pts | J  | G | N | P  | Bp | Bc | Diff |
| ---- | -------------------------- | --- | -- | - | - | -- | -- | -- | ---- |
| 1    | ESAE FC                    | 31  | 18 | 8 | 7 | 3  | 17 | 8  | +9   |
| 2    | AS Oussou Saka             | 30  | 18 | 7 | 9 | 2  | 19 | 9  | +10  |
| 3    | JA Cotonou                 | 28  | 18 | 7 | 7 | 4  | 18 | 10 | +8   |
| 4    | Avrankou Omnisport         | 27  | 18 | 7 | 6 | 5  | 9  | 10 | -1   |
| 5    | USS Kraké                  | 26  | 18 | 7 | 5 | 6  | 14 | 14 | 0    |
| 6    | Soleil Football Club       | 25  | 18 | 6 | 7 | 5  | 16 | 12 | +4   |
| 7    | AS Dragons de l'Ouémé      | 24  | 18 | 6 | 6 | 6  | 10 | 9  | +1   |
| 8    | Ayéma FC                   | 20  | 18 | 4 | 8 | 6  | 12 | 17 | -5   |
| 9    | Requins de l'Atlantique FC | 16  | 18 | 3 | 7 | 8  | 12 | 23 | -11  |
| 10   | Mambas Noirs FC            | 10  | 18 | 2 | 4 | 12 | 11 | 26 | -15  |

### Phase finale
Les six qualifiés sont regroupés au sein d'une poule unique où ils affrontent à deux reprises les équipes issues de l'autre poule que la leur. Les rencontres face aux équipes de la même poule ne sont pas conservés.
| Rang | Équipe            | Pts | J | G | N | P | Bp | Bc | Diff |  | Résultats (▼ dom., ► ext.) | Buf | Ene | JAC | ASP | Ous | ESAE |
| ---- | ----------------- | --- | - | - | - | - | -- | -- | ---- |  | -------------------------- | --- | --- | --- | --- | --- | ---- |
| 1    | Buffles du Borgou | 16  | 6 | 5 | 1 | 0 | 10 | 3  | +7   |  | Buffles du Borgou          |     |     | 1-0 |     | 0-0 | 3-1  |
| 2    | Energie Sport FC  | 12  | 6 | 4 | 0 | 2 | 7  | 4  | +3   |  | Energie Sport FC           |     |     | 1-0 |     | 0-1 | 2-0  |
| 3    | JA Cotonou        | 9   | 6 | 3 | 0 | 3 | 6  | 6  | 0    |  | JA Cotonou                 | 2-3 | 1-0 |     | 2-1 |     |      |
| 4    | ASPA Cotonou      | 5   | 6 | 1 | 2 | 3 | 5  | 5  | 0    |  | ASPA Cotonou               |     |     | 0-1 |     | 3-0 | 1-2  |
| 5    | AS Oussou Saka    | 5   | 6 | 1 | 2 | 3 | 2  | 6  | -4   |  | AS Oussou Saka             | 0-1 | 1-2 |     | 0-0 |     |      |
| 6    | ESAE FC           | 4   | 6 | 1 | 1 | 4 | 4  | 10 | -6   |  | ESAE FC                    | 0-2 | 1-2 |     | 0-0 |     |      |

|  | Qualification pour la Ligue des champions de la CAF 2018 |
|  | Qualification pour la Coupe de la confédération 2018     |

## Bilan de la saison
| Championnat du Bénin de football 2017 | |
| Champion                              | Buffles du Borgou (4e titre)                                                                                    |
| Qualifications continentales          | |
| Ligue des champions de la CAF 2018    | Buffles du Borgou                                                                                               |
| Coupe de la confédération 2018        | Energie Sport FC                                                                                                |
| Promotions et relégations             | |
| Promus en Ligue 1                     | Inconnus |
| Relégués en Ligue 2                   | Tonnerre de Bohicon Jeunesse sportive d'Agonlin Mogas 90 FC Ayéma FC Requins de l'Atlantique FC Mambas Noirs FC |